# Trận Marathon
Trận Marathon (tiếng Hy Lạp: Μάχη τοῡ Μαραθῶνος Mache tou Marathonos là trận đánh nổi tiếng diễn ra vào mùa thu năm 490 TCN trong Cuộc xâm lược Hy Lạp lần thứ nhất của Ba Tư. Đây là trận chiến giữa quân dân Athena, được sự giúp đỡ của Plataea, với bên xâm lược là quân đội Ba Tư do Datis và Artaphernes chỉ huy. Đây là trận đánh điển hình có ý nghĩa trọng yếu trong cuộc chiến tranh chống quân xâm lược của nhân dân Hy Lạp thời cổ đại. Hình tượng người chiến binh chạy một quãng đường dài 42 km, vượt qua rừng núi từ nơi diễn ra trận chiến ác liệt tới Athens để báo tin thắng trận đã trở nên tiêu biểu cho tinh thần thi đấu của bộ môn chạy Marathon ngày nay.
Marathon nằm cách Athens 42 km, là một thung lũng bằng phẳng có núi rừng bao quanh ba mặt: Bắc, Tây và Nam. Phía Đông Marathon là vùng biển Aegean. Đây là vùng đất đã chứng kiến bao sự kiện oai hùng của người Hy Lạp. Các lực sĩ Hy Lạp đã chọn Marathon là nơi luyện tập để rồi sau đó lập bao chiến công hiển hách.

## Bối cảnh lịch sử
Vào năm 551 TCN, vua xứ Ba Tư là Cyrus Đại Đế đánh đổ "thiên triều" của ông là Đế quốc Media. Ông lên ngôi Hoàng đế của Ba Tư và Media, khởi lập nên Đế quốc Ba Tư. Với công cuộc bành trướng của mình, ông chinh phạt các Đế quốc giàu có và hùng mạnh như Lydia và Babylon, đưa Đế quốc Ba Tư trở thành đế quốc rộng lớn nhất thế giới thời bấy giờ. Sau khi kinh đô Sardis của xứ Lydia thất thủ vào năm 547 TCN, các thành bang Hy Lạp lân cận cũng đầu hàng vị "Vua của các vị vua Ba Tư". "Vua của các vị vua" Cambyses II lên nối ngôi vào năm 530 TCN, ông hoàn tất công cuộc bành trướng của vua cha, tiến hành chinh phạt xứ Ai Cập. Lúc vua Darius I lên ngôi "Vua của các vị vua" vào năm 522 TCN, ông thừa hưởng một Đế quốc vô cùng rộng lớn, trong đó có "hầu như toàn bộ châu Á".
"Vua của các vị vua" Darius I tích cực củng cố và xây dựng đất nước, tiến hành những cải cách lớn lao. Ông cũng tiếp tục công cuộc mờ mang bờ cõi và gặt hái được nhiều chiến công hiển hách, dẹp tan các cuộc nổi dậy ở xứ Media và xứ Babylon. Sau những năm tháng chinh phạt của Đế quốc Ba Tư, đang trong thời kỳ thái bình thịnh trị thì ông hay tin dữ. Nhân dân Ionia nổi dậy chống lại sự thống trị của ông, lúc đó là cuối triều đại lâu dài và thành công của ông. Được sự hỗ trợ của thành bang Athena, họ đốt phá thành phố Sardis của tỉnh Lydia. Theo ghi nhận của người "Cha của Sử học" Herodotus, khi hay tin, vị "Vua của các vị vua" hỏi:
| “          | Giặc Athena là bọn nào? | ” |
| — Darius I |                         |   |

Ít lâu sau đó, ông đã hiểu ra rằng, cuộc chiến tranh giữa Đế quốc Ba Tư và người Hy Lạp sẽ quyết định đến nền văn minh phương Tây. Trong thời buổi này, xứ Thổ Nhĩ Kỳ do người Hy Lạp cai quản (người Thổ Nhĩ Kỳ chỉ tới đây 1500 năm sau). Nhưng một số thành phố xứ Thổ Nhĩ Kỳ, trong số đó có những trung tâm hoành tráng như Miletus và Halicarnassus, đã rơi vào tay Đế quốc Ba Tư vào khoảng giữa thế kỷ thứ V. Vào năm 499 TCN, nhân dân Hy Lạp ở Ionia phất cờ khởi nghĩa, các xứ Eretria và Athena đứng về phía họ để giải phóng đồng bào Hy Lạp thoát khỏi ách nô dịch của Đế quốc Ba Tư. Quân đội Ba Tư do "Vua của các vị vua" Darius I phái đến đã dẹp tan tác của nổi dậy này. Với việc đánh bại quân nổi dậy Ionian, đây là lần đầu tiên "Vua của các vị vua" Darius I chạm trán với người Hy Lạp.
Không như ngày nay, xứ Hy Lạp thời đó không phải là một quốc gia, thậm chí không phải là một thực thể địa lý. Người Hy Lạp không chỉ sống ở xứ Hy Lạp, mà còn định cư ở phía Đông biển Địa Trung Hải, họ di cư đến biển Aegean cũng như thiết lập các khu định cư ở bán đảo Ý, xứ Sicilia và tất cả các bờ biển vùng Tiểu Á. Những thành bang của người Hy Lạp như Athena, Thebes, Corinth, Sparta, v.v... từ lâu đã phát triển bền vững, không chịu bất cứ ảnh hưởng gì từ Đế quốc Ba Tư. Vốn từ thời xa xưa, họ đã có tinh thần tự chủ. Trước kia, họ không bao giờ chịu khuất phục các Đế quốc Babylon và Ai Cập, và giờ đây, không đời nào họ chịu ách đô hộ của Đế quốc Ba Tư. Do đó, khi "Vua của các vị vua" Darius I phái sứ thần đến xứ Hy Lạp, đòi hỏi họ phải khuất phục ông, phải cống nạp đất và nước cho ông, người Sparta đã giết chết viên sứ thần Ba Tư. Do đó, vị "Vua của các vị vua" quyết định phái Quân đội Ba Tư đến trừng phạt nhân dân Hy Lạp.

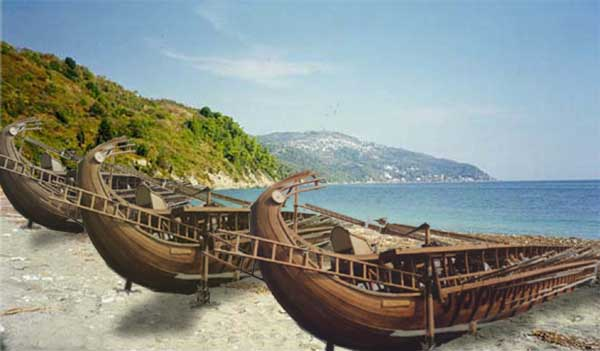
Thuyền chiến của quân Ba Tư trên bãi biển gần Marathon.

Rồi sau đó, Darius I tăng cường ổn định tình hình trong nước, xúc tiến việc củng cố quân đội, đóng thêm thuyền chiến, tích trữ lương thảo và chờ thời cơ thực hiện ý đồ. Năm 492 TCN, ông tiến hành cuộc viễn chinh lần thứ nhất đánh chiếm eo biển Henretspon và xứ Theraso. Tuy nhiên hạm đội của ông bị quân Theraso tiêu diệt. Cuộc viễn chinh lần thứ nhất thất bại.
Hai năm sau, Darius I lại điều động lực lượng tiến hành cuộc viễn chinh lần hai. Trong cuộc viễn chinh này hạm đội Ba Tư có tới 600 chiến thuyền và gần 10 vạn quân dưới sự chỉ huy của tướng Datis và Artaphernes. Đoàn quân viễn chinh xuất phát từ đảo Samos, men theo bờ biển vùng Tiểu Á chiếm các đảo Naxos, Delos. Nhân dân các đảo đã quyết chiến đấu một cách dũng cảm. Nhưng chỉ sau một tuần, quân Ba Tư đã chiếm được các đảo. Hầu hết các cư dân ở đây đều trở thành nô lệ và vùng biển này trở thành căn cứ xuất phát của hạm đội Ba Tư sang phía Tây. Sau thắng lợi đó, Ba Tư tiếp tục tiến vào vùng biển của Attica sau đó tiến thẳng vào đất liền rồi đổ bộ lên bờ biển của xứ Athens, trên cánh đồng Marathon. Tất cả mọi việc đều tiến hành thuận lợi, không gặp một sức đề kháng nào đáng kể, tướng Dati đã hoàn thành bước đầu của cuộc hành quân. Cuộc đổ bộ thực chất chỉ nhằm kéo quân Athens bỏ ngỏ thủ phủ Athens tạo điều kiện cho họ men theo bờ biển để vòng lên đánh chiếm.

## Cuộc họp của Hội đồng tướng lĩnh Athens
Quân Ba Tư sau khi đổ bộ đã tiến hành dựng lều trại trên bãi biển với ý định nghi binh, làm cho người Athens tưởng rằng họ sẽ tác chiến tại đây. Được tin quân Ba Tư đổ bộ, sau khi để lại một lực lượng bảo vệ, các tướng lĩnh Athens nhanh chóng điều hơn 1 vạn quân đến Marathon. Trên ngọn đồi Cotroni nhìn xuống thung lũng Marathon mà phía xa, trên bãi biển quân Ba Tư đang kéo thuyền lên bờ và đóng trại, một cuộc họp quan trọng của hội đồng tướng lĩnh Athens được triệu tập. Đây là cuộc họp có ý nghĩa quyết định vận mệnh của thành bang Athens trước sự xâm lược của người Ba Tư. Hội đồng tướng lĩnh bao gồm 10 đại biểu đại diện cho các địa phương thành lập xứ Athens và một vị thẩm phán cao cấp là Callimachus. Cuộc họp diễn ra trong không khí căng thẳng nhưng tất cả 11 con người đều thể hiện ý chí quyết tâm chiến đấu một mất một còn với quân Ba Tư. Một vấn đề nan giải được đặt ra và gây tranh luận trong cuộc họp là tiến hành giao chiến ở đâu và như thế nào? Nên giao chiến với quân Ba Tư ngay trên cánh đồng hay lùi về giữ các ngọn đồi, nơi có địa thế cao nhằm ngăn chặn quân Ba Tư và chờ quân tiếp viện tới? Cuộc tranh luận kéo dài. Những người không muốn giao chiến ở Marathon cho rằng lực lượng ở đây quá ít, mà quân Ba Tư lại quá đông lại có kỵ binh mạnh, nếu quân Athens giao chiến ở đây e khó có thể bảo toàn lực lượng và thất bại là điều khó tránh khỏi. Đối với những người quyết tâm giao chiến ở Marathon, trong đó có Miltiades, một vị tướng mưu lược tài ba của Athens thì cho rằng quân Ba Tư dù đông nhưng nếu giao chiến ở đây sẽ bộc lộ nhiều điểm yếu. Kỵ binh Ba Tư với tài phi ngựa, bắn cung là lực lượng chủ yếu của quân Ba Tư chỉ quen đánh phân tán, nếu đánh tập trung sức chiến đấu sẽ bị hạn chế. Vả lại giờ đây, các tướng lĩnh Athens đã nhìn thấy phần lớn lực lượng kỵ binh này đã xuống thuyền về Athens theo đường biển. Số kỵ binh còn lại của Ba Tư sẽ khó cơ động trên cánh đồng chật hẹp, lầy lội. Quân Ba Tư lại là đội quân hỗn hợp của nhiều dân tộc bị chinh phục, chiến đấu không có mục đích, không được huấn luyện một cách kỹ càng và đặc biệt chỉ được trang bị vũ khí ngắn và cung tên là chủ yếu. Trong khi đó quân Athens mặc dù lực lượng ít hơn nhưng họ được huấn luyện kỹ, được trang bị giáo và mác dài hơn, có kỷ luật và tinh thần chiến đấu cao. Cuộc họp kéo dài nhưng dù sao cũng phải đi tới một quyết định, có năm người thuận đánh ở ngay Marathon thì cũng có đúng bấy nhiêu người bác lại chủ trương đó chỉ có vị thẩm phán vẫn còn phân vân chưa quyết định dứt khoát. Người ta dùng cách bỏ phiếu kín vì không còn cách nào khác. Ý kiến của vị thẩm phán có ý nghĩa quyết định. Biết rõ sức nặng của lá phiếu ấy tướng Miltiades người sẽ chỉ huy trận giao chiến, đồng thời cũng là người chủ trương quyết chiến ở ngay Marathon đã đứng lên nói: 
| “ | Callimachus, bây giờ là tùy thuộc ở ông, hoặc đưa Athens vào vòng nô lệ, hoặc là bảo đảm nền tự do của thành này và giành lấy cho ông một vinh quang bất diệt còn hơn vinh dự mà Hamodius và Aristotle đã có. Bởi vì từ khi người Athens hợp lại thành một dân tộc, chưa bao giờ họ lâm vào một cơn nguy biến như thế này. Nếu họ quỳ gối trước mặt quân Medes, họ sẽ bị giao cho Hippias (một bạo chúa ở Athens đã bị lật đổ, trốn sang cầu cứu triều đình Ba Tư, chính hắn lúc này đang dẫn quân Ba Tư đến đánh Athens) và ông cũng biết khi đó họ sẽ đau khổ biết chừng nào. Nhưng nếu Athens chiến thắng trong cuộc đọ sức này, nó có thể từ chiến thắng đó để trở thành đô thị số một của Hy Lạp. Lá phiếu của ông là để quyết định chúng ta có chấp nhận giao tranh hay không. Nếu bây giờ chúng ta không giao chiến, một vài phần tử âm mưu sẽ chia rẽ Athens và đô thị sẽ rơi vào tay Medes. Nhưng nếu chúng ta chiến đấu trước khi có chuyện gì xảy ra tại Athens, tôi tin rằng chúng ta có thể chiếm phần tốt đẹp trong cuộc giao tranh. | ” |

Trước lời lẽ chân thực và đầy sức thuyết phục của Miltiades, Callimachus đã bỏ phiếu đứng về phía những người quyết tâm giao chiến với Ba Tư ngay tại Marathon.

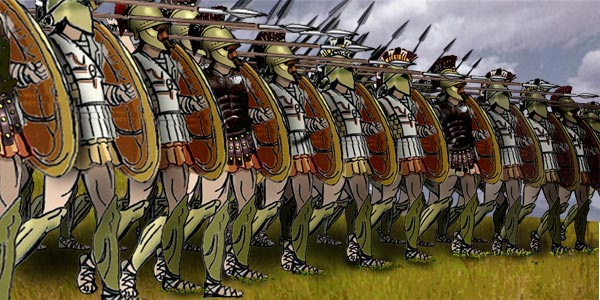
Cách bố trí đội hình thương trận phalanx của quân Hy Lạp cổ đại.

Từ quyết định đó, Callimachus ra lệnh cho quân Athens chuẩn bị giao chiến.

## Lực lượng tham chiến
- Quân Ba Tư có 72000 quân trong đó có 60000 quân là bộ binh và 12000 quân là kỵ binh. Họ đông và thiện chiến, nhưng họ cũng có khá nhiều nhược điểm. Kỵ binh là sức mạnh chủ yếu, gồm những người du mục và người miền núi, gan dạ và hiếu chiến, họ phi ngựa và bắn cung rất giỏi. Nhưng họ cũng chỉ thạo đánh phân tán xé lẻ theo kiểu một chọi một, còn đánh có tổ chức trong đội hình tập trung thì sức chiến đấu lại không cao. Tình trạng đó cũng chung cho bộ binh Ba Tư, kể cả các đội tinh binh được trang bị đầy đủ. Cũng như cái đế quốc đã khai sinh ra nó, có bao nhiêu nước lớn nhỏ, dân tộc và bộ tộc bị Ba Tư chinh phục, thì quân đội Ba Tư cũng có bấy nhiêu thứ tổ chức quân đội, gồm đủ các thành phần dân tộc, các kiểu biên chế trang bị, các cách đánh khác, hỗn hợp làm một nhưng lại xa lạ, cách biệt và cừu thị lẫn nhau hơn là gắn bó chiến đấu bên nhau. Bị bắt buộc phải phục vụ cho tham vọng xâm lăng của hoàng đế Ba Tư. Họ không có chút lý tưởng nào hết, ngoài sự say mê chém giết,cướp đoạt, tàn phá, được kích thích thêm bởi lòng sùng đạo. Bên cạnh những mặt mạnh, họ cũng có những điểm yếu chí tử.
- Quân Hi Lạp chỉ có 11000 quân. Trong cuộc chiến này, họ chiến đấu cho sự mất còn của Tổ quốc để bảo vệ "bàn thờ và bếp" như họ thường nói rồi họ đã lựa chọn: thà chết tự do còn hơn sống nô lệ, được xây dựng theo chế độ binh dịch gồm những người dân tự do và những người nô lệ nào tham gia chiến đấu sẽ được tự do, ít nhiều đã trải qua huấn luyện quân sự hoặc được thử thách thực tế trong chiến tranh, họ là một quân đội có thành phần thuần khiết, được biên chế thống nhất và có tổ chức, có kỷ luật, đã tạo nên sức mạnh, hạn chế được phần nào những nhược điểm, nhất là sự thua kém đối phương về quân số. Họ chưa có kỵ binh, đó là một điều hết sức bất lợi. Bộ binh Athens chia làm bộ binh nặng và bộ binh nhẹ chiến đấu theo đội hình phalanx. Tuy còn khá nhiều nhược điểm, nhưng đội hình này có khả năng phòng thủ chắc và có uy lực công kích mạnh, song chỉ vận dụng được trên địa hình bằng phẳng. Bộ binh nặng là nòng cốt của quân đội Hy Lạp cổ đại. Mặc dù còn những nhược điểm và hạn chế, nhưng quân Athens có thể giành được thắng lợi nếu biết khéo bày một thế trận tốt và có cách đánh hay.

## Địa hình Marathon

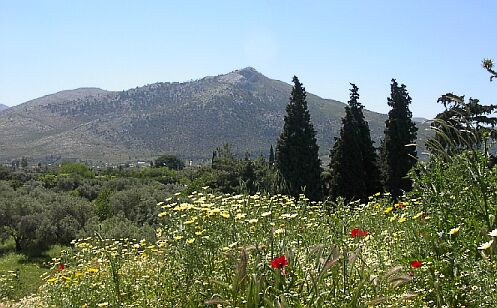
Marathon ngày nay

Marathon cách thủ đô Athen 42 km, án ngữ con đường núi quanh co dẫn đến thủ đô. Trừ phía trước trông ra biển là trống trải bằng phẳng, còn hai bên sườn và mặt sau đều dựa vào núi. Cánh đồng Marathon không rộng hai bên là đồng lầy, vào mùa này thường ngập đầy nước, hạn chế rất nhiều đến sự vận động của kỵ binh. Chọn một nơi như thế làm nơi giao chiến, Miltiades muốn buộc đối phương chỉ có thể tấn công bằng cách đánh vỗ mặt theo đội hình hẹp, không thể dùng kỵ binh đánh bọc sườn, và muốn hay không cũng không thể tung một lực lượng đông đảo vào giao chiến. Cẩn thận hơn nữa, ở hai bên sườn quân Athen có thể đào hào đắp ụ để ngăn chặn đối phương.

## Phương châm tác chiến
Quân Ba Tư sau khi đổ bộ lên bờ biển Athens. Datis và Artaphernes đã cho quân dừng lại vài ngày án binh bất động để nghỉ ngơi chỉnh đốn lực lượng và xem xét tình hình. Còn một lý do nữa là họ đang chờ một cuộc bạo loạn ở thủ đô Athens do một số quý tộc phản bội cầm đầu để thực hiện kế "nội công ngoại kích" một kế hoạch đã được các gián điệp, các nhà ngoại giao Ba Tư ngấm ngầm chuẩn bị lâu nay. Song chờ đã vài ngày mà vẫn không thấy động tĩnh. Tướng Ba Tư quyết định điều một bộ phận lực lượng quan trọng đi theo một hướng khác để bất ngờ tấn công thủ đô Athens.
Chiến thuật của quân Ba Tư trong tấn công, thường tiến nhanh xông vào đội hình đối phương, đến cự ly thích hợp, kỵ binh sẽ phóng ra một loạt mưa tên, rồi sau đấy sử dụng những khối ngựa, những khối bộ binh nối tiếp nhau phá vỡ đội hình chiến đấu của đối phương.
Quân Athens phát hiện thấy sự thay đổi đột ngột này của quân Ba Tư đã tạo cho họ một cơ hội thuận lợi, chỉ phải giao chiến với một số địch ít hơn (tuy rằng chỉ riêng với số này thôi, quân Ba Tư ở Marathon cũng vẫn đông hơn họ), nhưng đồng thời cũng thúc đẩy họ phải đánh sớm hơn  để còn kịp thời về giữ thủ đô Athens.
Miltiades bày sẵn một thế trận phòng ngự vững chắc và tỏ ra muốn giao chiến ngay để nhử quân Ba Tư vào thế trận của mình. Ông tổ chức cho quân Athens dàn trận: 10 000 bộ binh nặng ở trên, 1000 bộ binh nhẹ ở dưới. Những người cùng địa phương được sắp xếp bên nhau. Cánh hữu quân do Callimachus chỉ huy. Với ý đồ dùng lực lượng đông mạnh để công kích địch từ hai bên sườn. Miltiades đã không làm như thường lệ mà lại giảm số người ở trung quân để tăng cường cho hai bên sườn các chiến binh đứng sát bên nhau chỉnh tề, giáp trụ bằng sắt, một tay cầm giáo dài, một tay mang mộc, bên sườn giắt thanh kiếm ngắn, cặp mắt hướng về trước sẵn sàng chiến đấu. Ông hy vọng sự thay đổi linh hoạt này về cách bố trí đội hình phalanx có tác dụng lớn trong lúc cuộc chiến ở vào thời điểm quyết định nhất.
(Đội hình phalanx: là đội hình của quân đội Hi Lạp cổ đại, bố trí thành khối dày đặc, gồm nhiều hàng quân. Các chiến binh đứng sát nhau, khoảng hai người trong 1 mét; trong tấn công, mỗi hàng cách nhau 1 mét; trong phòng ngự mỗi hàng cách nhau 0,5 mét. Trang bị của bộ binh có giáo, lao, kiếm, mộc v.v. Bộ binh nặng có giáp sắt. Khi tấn công hay phòng ngự, cả khối người đó đều tiến hay lùi đều nhau, giữ vững cự ly giãn cách quy định. Mặt mạnh của đội hình này là ở chính diện, và có sức chiến đấu cao khi đánh với đối phương kém tổ chức, lực lượng yếu. Mặt yếu của nó là sau lưng và bên sườn, khả năng cơ động kém và chỉ dùng được ở địa hình bằng phẳng quang đãng. Để khắc phục nhược điểm, người ta dùng bộ binh nhẹ và kỵ binh để che sườn cũng như để tấn công vào sườn hay truy kích đối phương)

## Diễn biến trận đánh
- Vào ngày 13 tháng 9 năm 490 TCN quân Athens đã dàn đội hình trên một chính diện 1200 m và có chiều sâu khoảng 8 hàng quân, dáng hình chữ nhật mạnh ở chính diện, dày ở hai bên sườn, làm cho quân Ba Tư hơi bị bất ngờ trước hành động quyết chiến của người Athens. Nhưng dù sao với lực lượng còn lại, họ vẫn còn rất đông. Và không một chút hoài nghi họ tin chắc sẽ đè bẹp đối phương.

Gặp quân Athens đã sẵn sàng giao chiến, các tướng lĩnh Ba Tư cho dàn đội hình thành những khối ngang, rồi nổ hiệu lệnh thúc quân tiến lên công kích. Nếu như ở một chiến địa khác, rộng rãi hơn, kỵ binh Ba Tư đã đánh kẹp vào hai bên sườn là nơi đối phương yếu nhất. Nhưng đây, với cách lựa chọn địa hình khéo léo và với cách dàn thế trận vừa có chính diện hẹp, vừa có chiều sâu, lại dày ở hai bên sườn. buộc quân Ba Tư phải tấn công ở chính diện (là nơi mà phalanx Hy Lạp tỏ ra vững chắc nhất). Đúng lúc quân Ba Tư tiến đến cự ly sắp sửa giương cung thì rất bất ngờ, Miltiades cho thổi kèn thúc quân xung phong.
Cả một rừng người gồm hàng vạn chiến binh mặc giáp sắt, kết thành một khối sắt thép rùng rùng chuyển động, giáo gươm tua tủa. Mới đầu họ còn bước gấp, khi tới tầm hiệu quả của những mũi tên, họ bắt đầu chạy xông thẳng vào đối phương khi ấy cũng đang lao vào họ. Một cuộc chạm trán nảy lửa đã xảy ra hết sức bất ngờ đối với quân Ba Tư, còn quân Athens thì do họ chủ động nên đã tạo ra được ưu thế sức mạnh của mình. Ở hai bên cánh với đội hình siết chặt và dày đặc, hoplite (tức bộ binh nặng Hy Lạp), đã ngăn chặn và đẩy lùi được đối phương. Ngay cả kỵ binh Ba Tư cũng phải chùn bước trước những cánh tay rắn chắc và những ngọn giáo lợi hại của họ.
Nhưng ở phía trung quân, vì lực lượng mỏng, mặc dầu đã hết sức cố gắng, quân Athens vẫn không cản nổi quân Ba Tư. Hàng ngũ của họ bị rối loạn rồi bị chọc thủng. Quân Ba Tư theo đấy tràn vào, cắt phalanx Hy Lạp ra làm đôi. Họ đã dồn một bộ phận quân Athens phải lui về tuyến xuất phát cũ và đuổi theo sát gót.
Cuộc giao tranh rất quyết liệt và ưu thế đang nghiêng về phía quân Ba Tư. Nhưng Miltiades đã lường trước tình huống này có thể xảy ra. Đúng lúc quân Ba Tư đang ào ào tràn vào nơi bị đột phá, một hồi kèn vang lên, hai cánh tả và hữu quân Athens liền chuyển hướng đánh thốc vào hai bên sườn quân Ba Tư. Đòn đánh hiểm rất đúng lúc ấy đã làm quân Ba Tư phải chựng lại và đưa họ vào thế bị bao vây. Rồi cùng lúc đó đội trung quân của Athens nhanh chóng chấn chỉnh lại đội hình, phối hợp chiến đấu, tiến lên tấn công vào chính diện đối phương. Quân Athens đã làm nên ưu thế áp đảo đối phương.
Bị sa vào một tình thế hết sức bất lợi, quân Ba Tư dưới quyền chỉ huy của Datis và Artaphernes vẫn chiến đấu rất dũng mãnh. Những hàng quân ở phía sau vẫn tiếp tục bắn hàng loạt tên qua đầu đồng đội để yểm hộ cho phía trước phản kích. Họ gan dạ lao vào giữa rừng giáo nhọn của đối phương đánh giáp lá cà, cố phát huy lối đánh sở trường của họ. Nhưng mọi cố gắng đều thất bại trước những tấm giáp sắt, những ngọn giáo dài và tinh thần bảo vệ tổ quốc.
Quân Ba Tư thương vong mỗi lúc một tăng. Hàng ngũ bị rối loạn, họ bắt đầu hoang mang dao động và cuối cùng đã tan vỡ. Trước thất bại không sao cứu vãn nổi, Datis và Artaphernes cho quân rút chạy về phía biển.
Quân Hy Lạp đuổi theo truy kích. Nhưng trang bị khá nặng nề lại cơ động bằng chân họ không thể vận động được nhanh. Lại chỉ quen chiến đấu trong đội hình tập trung. Nên đã bỏ lỡ một cơ hội để tiêu diệt đối phương.
Đuổi theo quân Ba Tư được khoảng 1500m thì Miltiades buộc phải cho quân dừng lại để chỉnh đốn đội ngũ. Quân Ba Tư (phần lớn là bộ binh nhẹ và kỵ binh) đã kịp xuống thuyền và tẩu thoát. Song cũng có một bộ phận quân Athens bám theo đánh đến tận bờ biển, tiêu diệt thêm một số nữa.

## Tổn thất
- Quân Ba Tư mất khoảng 6400 người chết và bị thương, bỏ lại 7 tàu chiến
- Quân Hi Lạp mất 200 quân trong đó có tướng chỉ huy cánh hữu Callimachus.

## Ý nghĩa trận đánh

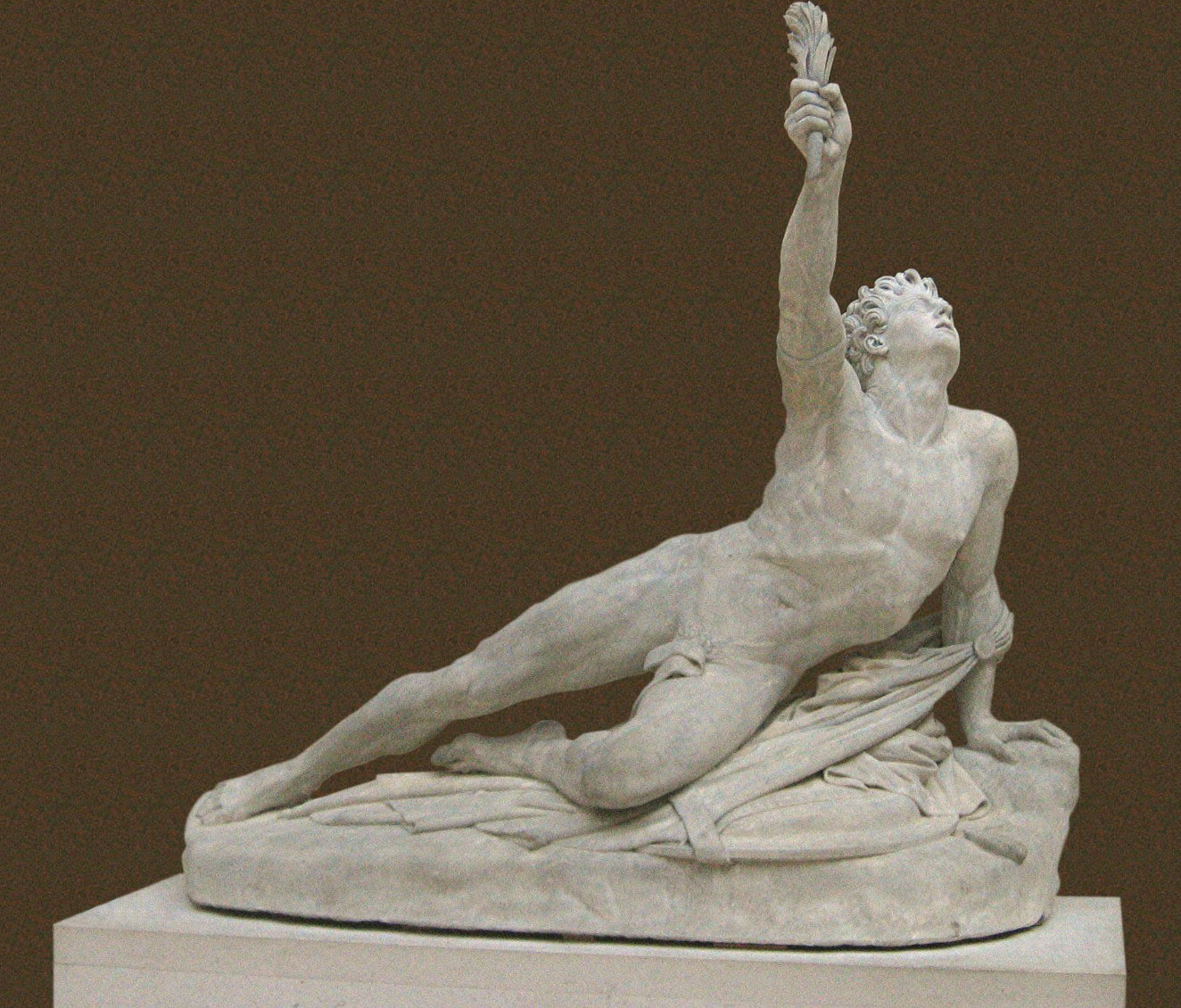
Hình tượng người chiến sĩ báo tin chiến thắng từ Marathon về Athens. Tượng tại bảo tàng Louvre, Paris.

"Vua của các vị vua" Darius I trị vì Ba Tư sau khi "Vua của các vị vua" Cyrus Đại Đế qua đời, và dưới triều đại ông, người Ba Tư và người Hy Lạp giao chiến với nhau lần đầu tiên. Trận đánh Marathon không phải là trận đánh cuối cùng giữa hai nền văn minh vĩ đại này. Cụ thể hơn, chiến thắng của người Athens ở Marathon mới chỉ đánh bại được đợt xâm lăng đầu tiên của đế quốc Ba Tư vào đất Hy Lạp. Phải 40 năm ròng rã người Hy Lạp mới giành được toàn thắng trong cuộc chiến tranh Hy Lạp-Ba Tư. Và trận Marathon chưa phải là trận giao chiến lớn nhất trong 40 năm chiến tranh giữa hai nước. Tuy nhiên với ý nghĩa là trận đánh đầu tiên của Hy Lạp trước quân Ba Tư trong điều kiện phải lấy ít địch nhiều và là một trận đánh phản ánh sự tài giỏi về lợi dụng địa hình, về cách tiến công địch ở thời cơ và cự ly thích hợp, về cách chỉ huy mạnh bạo và khéo léo; trận Marathon vẫn được coi là trận đánh xuất sắc trong cuộc chiến tranh Hy-Ba. Đối với sự hình thành và phát triển của nền nghệ thuật quân sự cổ đại, nó được xem như một trận đánh tiêu biểu
Trận Marathon đánh dấu bước phát triển về nghệ thuật quân sự của người Hy Lạp, trong đó có Callimachus và Miltiades là những người có đóng góp lớn lao. Hơn 20 thế kỷ trôi qua nhưng tinh thần của trận đánh chống quân xâm lược vẫn luôn ngời sáng. Hình ảnh người chiến binh được giao nhiệm vụ báo tin chiến thắng ở Marathon chạy về thành Athens, vượt qua 42km đường rừng núi và gục ngã sau khi nói lời cuối cùng vẫn in đậm trong tâm trí người dân Hy Lạp. Hình ảnh đó cũng tiêu biểu cho tinh thần Marathon mà ngày nay được ghi nhận trong các hoạt động thể thao quốc tế với môn chạy Marathon đường dài (được quy định là 42.195 km). Trận Marathon là một trong những trận đánh tiêu biểu trong lịch sử thế giới thời cổ đại.
Chiến thắng tại Marathon cũng đồng thời với một cuộc bạo loạn chống lại Đế quốc Ba Tư tại xứ Ai Cập. Sau khi Hoàng đế Darius I qua đời, con trai của ông là Xerxes I lên ngôi "Vua của các vị vua", ông tiến hành chinh phạt xứ Hy Lạp, để báo thù cho chiến bại của vua cha trong trận Marathon. Sau một loạt chiến thắng và thậm chí còn đốt được cả thành Athena, ông bại trận và rút quân trở về. Hoàng đế Xerxes I là vị "Vua của các vị vua" vĩ đại cuối cùng của nhà Achaemenes. Đế quốc Ba Tư sẽ còn kéo dài, nhưng suy yếu. Vào năm 401 TCN, người Hy Lạp và người Ba Tư sẽ còn giao chiến với nhau khi một chiến binh người Athena là Xenophon tham chiến trong cuộc khởi nghĩa của Hoàng tử Cyrus Trẻ (chớ nhầm lẫn với vị tổ phụ lừng lẫy của ông là Hoàng đế Cyrus Đại Đế) chống lại anh trai là "Vua của các vị vua" Artaxerxes II.